# 北海道道99号和寒鷹栖線
北海道道99号和寒鷹栖線（ほっかいどうどう99ごう わっさむたかすせん）は、北海道上川郡和寒町と上川郡鷹栖町を結ぶ道道（主要地方道）である。

## 概要
札幌市・滝川市方面と士別市・和寒方面の間の移動は、有料道路を走行しない場合において最短距離である。

### 路線データ
- 起点：北海道上川郡和寒町西町（北海道道48号和寒幌加内線交点）
- 終点：北海道上川郡鷹栖町13線5号（北海道道72号旭川幌加内線交点）
- 総延長：27.929 km[1]
- 実延長：27.876 km[1]
- 重用延長：0.053 km[1]

## 歴史
- 1976年（昭和51年）8月31日 - 900号として路線認定[2]。同日、重複する245号和寒旭川線を廃止[3]。
- 1993年（平成5年）5月11日 - 建設省から、道道和寒鷹栖線が和寒鷹栖線として主要地方道に指定される[4]。
- 1994年（平成6年）10月1日 - 路線番号を99号に変更[5]。

## 地理

### 通過する自治体
- 上川総合振興局
  - 上川郡
    - 和寒町
    - 鷹栖町

### 交差する道路
和寒町
- 北海道道48号和寒幌加内線 - 西町（起点）

鷹栖町
- 北海道道520号鷹栖東鷹栖比布線 - 13線13号
- 北海道道251号雨竜旭川線 - 13線10号
- 北海道道72号旭川幌加内線 - 13線5号（終点）

#### 沿線にある施設など
和寒町
- JR北海道 宗谷本線 和寒駅
- 和寒町立和寒小学校
- 北星信用金庫和寒支店
- 北ひびき農業協同組合和寒支所
- 和寒町立図書館
- 和寒町立病院
- 中和簡易郵便局

鷹栖町
- 北鷹栖郵便局
- 旭川中央警察署北斗駐在所